# Кевін Кінґ (тенісист)
Кевін Кінґ (англ. Kevin King; нар. 28 лютого 1991) — колишній американський тенісист.
Найвищу одиночну позицію світового рейтингу — 162 місце досяг 7 травня 2018, парну — 114 місце — 28 липня 2014 року.
Завершив кар'єру 2021 року.

## Фінали Челенджерів і Ф'ючерсів/Світового тенісного туру

### Одиночний розряд: 9 (6–3)
| Легенда (одиночний розряд)                  |
| ------------------------------------------- |
| Тур ATP Челленджер (1–0)                    |
| Тур ITF Ф'ючерс/Світовий тенісний тур (5–3) |

| Титули за покриттям |
| ------------------- |
| Тверде (5–3)        |
| Ґрунт (1–0)         |
| Трава (0–0)         |

| Результат | В-П | Дата     | Турнір                     | Рівень                | Покриття   | Суперник               | Рахунок            |
| --------- | --- | -------- | -------------------------- | --------------------- | ---------- | ---------------------- | ------------------ |
| Перемога  | 1–0 | Тра 2014 | Мексика F2, Кордова        | Ф'ючерс               | Тверде     | Адам Ель Мідаві        | 6–2, 7–5           |
| Перемога  | 2–0 | Тра 2014 | Мексика F3, Мехіко         | Ф'ючерс               | Тверде     | Крістофер Діас Фігероа | 6–1, 6–2           |
| Поразка   | 2–1 | Сер 2015 | США F24, Декейтер          | Ф'ючерс               | Тверде     | Люк Савіль             | 4–6, 4–6           |
| Перемога  | 3–1 | Сер 2015 | США F25, Шампейн           | Ф'ючерс               | Тверде     | Річард Ґабб            | 6–3, 6–1           |
| Перемога  | 4–1 | Тра 2017 | Мексика F2, Вільяермоса    | Ф'ючерс               | Тверде (i) | Іван Ендара            | 7–5, 7–5           |
| Поразка   | 4–2 | Чер 2017 | США F17, Вінстон-Сейлем    | Ф'ючерс               | Тверде     | Крістофер Юбенкс       | 5–7, 6–2, 6–7(6–8) |
| Перемога  | 5–2 | Вер 2017 | Канада F6, Торонто         | Ф'ючерс               | Ґрунт      | Роберто Сід Суберві    | 6–1, 6–2           |
| Перемога  | 6–2 | Вер 2017 | Кері, США                  | Челленджер            | Тверде     | Кемерон Норрі          | 6–4, 6–1           |
| Поразка   | 6–3 | Чер 2019 | M25 Мартос (Хаен), Іспанія | Світовий тенісний тур | Тверде     | Едуардо Струвай        | 3–6, 2–6           |

### Парний розряд: 25 (11–14)
| Легенда (парний розряд)  |
| ------------------------ |
| Тур ATP Челленджер (3–3) |
| Тур ITF Ф'ючерс (8–11)   |

| Титули за покриттям |
| ------------------- |
| Тверде (6–10)       |
| Ґрунт (5–4)         |
| Трава (0–0)         |

| Результат | В-П   | Дата     | Турнір                     | Рівень     | Покриття   | Партнер          | Суперники                                | Рахунок                    |
| --------- | ----- | -------- | -------------------------- | ---------- | ---------- | ---------------- | ---------------------------------------- | -------------------------- |
| Поразка   | 0–1   | Чер 2012 | США F16, Індіан-Гарбор-Біч | Ф'ючерс    | Ґрунт      | Хуан Карлос Спір | Рубен Гонсалес Даріан Кінг               | 2–6, 6–3, [4–10]           |
| Поразка   | 0–2   | Лют 2013 | США F4, Палм-Кост          | Ф'ючерс    | Ґрунт      | Вагід Мірзаде    | Жан-Їв Обон Джой Б. Буркгардт            | 4–6, 3–6                   |
| Поразка   | 0–3   | Бер 2013 | США F6, Гарлінген          | Ф'ючерс    | Тверде     | Дін О'Браєн      | Рубен Гонсалес Кріс Летчер               | 2–6, 3–6                   |
| Перемога  | 1–3   | Сер 2013 | Колумбія F4, Богота        | Ф'ючерс    | Ґрунт      | Хуан Карлос Спір | Феліпе Мантілья Едуардо Струвай          | 6–3, 6–3                   |
| Перемога  | 2–3   | Сер 2013 | Колумбія F5, Манісалес     | Ф'ючерс    | Ґрунт      | Хуан Карлос Спір | Чейз Б'юкенен Девін Мак-Карті            | 6–3, 7–5                   |
| Перемога  | 3–3   | Вер 2013 | Кіто, Еквадор              | Челленджер | Ґрунт      | Хуан Карлос Спір | Крістофер Діас Фігероа Карлос Саламанка  | 7–5, 6–7(9–11), [11–9]     |
| Поразка   | 3–4   | Жов 2013 | США F27, Мансфілд          | Ф'ючерс    | Тверде     | Жан-Їв Обон      | Едвард Коррі Денієл Сметгерст            | 3–6, 5–7                   |
| Перемога  | 4–4   | Січ 2014 | США F1, Плантейшен         | Ф'ючерс    | Ґрунт      | Хуан Карлос Спір | Жан-Їв Обон Вагід Мірзаде                | 7–6(7–5), 6–3              |
| Поразка   | 4–5   | Січ 2014 | Букараманга, Колумбія      | Челленджер | Ґрунт      | Хуан Карлос Спір | Хуан Себастьян Кабаль Роберт Фара        | 6–7(3–7), 3–6              |
| Перемога  | 5–5   | Лют 2014 | Chitré, Панама             | Челленджер | Тверде     | Хуан Карлос Спір | Алекс Лломпарт Матео Ніколас Мартінес    | 7–6(7–5), 6–4              |
| Перемога  | 6–5   | Кві 2014 | Сан-Луїс-Потосі, Мексика   | Челленджер | Ґрунт      | Хуан Карлос Спір | Адріан Менендес Масейрас Агустін Велотті | 6–3, 6–4                   |
| Поразка   | 6–6   | Кві 2014 | Мексика F1, Керетаро       | Ф'ючерс    | Тверде     | Дін О'Браєн      | Сесар Рамірес Мігель Ангел Реєс-Варела   | 3–6, 5–7                   |
| Поразка   | 6–7   | Тра 2014 | Мексика F2, Кордова        | Ф'ючерс    | Тверде     | Дін О'Браєн      | Сесар Рамірес Мігель Ангел Реєс-Варела   | 6–7(1–7), 1–6              |
| Перемога  | 7–7   | Тра 2014 | Мексика F3, Мехіко         | Ф'ючерс    | Тверде     | Дін О'Браєн      | Алекс Лломпарт Матео Ніколас Мартінес    | 6–3, 6–4                   |
| Поразка   | 7–8   | Вер 2014 | Еквадор F6, Ібарра         | Ф'ючерс    | Ґрунт      | Хуан Карлос Спір | Серхіо Гальдос Марко Трунгелліті         | 6–7(5–7), 6–7(2–7)         |
| Поразка   | 7–9   | Січ 2015 | Франція F2, Брессюїр       | Ф'ючерс    | Тверде (i) | Девід Райс       | Фабріс Мартен Пурав Раджа                | 3–6, 2–6                   |
| Поразка   | 7–10  | Бер 2015 | Канада F1, Гатіно          | Ф'ючерс    | Тверде (i) | Дін О'Браєн      | Жермен Жігунон Денієл Сметгерст          | 4–6, 4–6                   |
| Перемога  | 8–10  | Бер 2015 | Канада F2, Шербрук         | Ф'ючерс    | Тверде (i) | Дін О'Браєн      | Едвард Коррі Денієл Сметгерст            | 6–4, 2–6, [10–5]           |
| Перемога  | 9–10  | Сер 2015 | США F24, Декейтер          | Ф'ючерс    | Тверде     | Еван Кінґ        | Грегуар Баррер Том Жомбі                 | 6–0, 6–2                   |
| Поразка   | 9–11  | Сер 2015 | США F25, Шампейн           | Ф'ючерс    | Тверде     | Еван Кінґ        | Джастін С. Шейн Раян Шейн                | 1–6, 6–7(4–7)              |
| Поразка   | 9–12  | Лют 2017 | Куернавака, Мексика        | Челленджер | Тверде     | Дін О'Браєн      | Остін Крайчек Джексон Вітроу             | 7–6(7–4), 6–7(5–7), [9–11] |
| Перемога  | 10–12 | Тра 2017 | Мексика F2, Вільяермоса    | Ф'ючерс    | Тверде     | Ніколас Шольц    | Фарріс Фатхі Госея Натаніел Ламмонс      | 7–6(7–4), 7–6(7–4)         |
| Поразка   | 10–13 | Чер 2017 | США F17, Вінстон-Сейлем    | Ф'ючерс    | Тверде     | Крістофер Юбенкс | Brandon Holt Райлі Сміт                  | 6–7(4–7), 3–6              |
| Перемога  | 11–13 | Чер 2017 | США F19, Вінстон-Сейлем    | Ф'ючерс    | Тверде     | Крістофер Юбенкс | Домінік Кепфер Луїс Давід Мартінес       | 6–3, 6–4                   |
| Поразка   | 11–14 | Лип 2017 | Віннетка, США              | Челленджер | Тверде     | Бредлі Клан      | Санчай Ратіватана Крістофер Рунґкат      | 6–7(4–7), 2–6              |